# Sundanina granulifera
Sundanina granulifera är en mångfotingart som beskrevs av Carl Graf Attems 1936. Sundanina granulifera ingår i släktet Sundanina och familjen orangeridubbelfotingar. Inga underarter finns listade i Catalogue of Life.